# Truth Rising
Truth Rising é o oitavo álbum de estúdio da banda Hed PE, lançado a 25 de Outubro de 2010.
| Críticas profissionais | Críticas profissionais |
| Avaliações da crítica  | Avaliações da crítica  |
| Fonte                  | Avaliação              |
| ---------------------- | ---------------------- |
| 411mania               | [ 2 ]                  |
| allmusic               | [ 3 ]                  |
| Kik Axe Music          | [ 4 ]                  |
| The Live OC            | (favorável)            |
| The New Review         | [ 6 ]                  |
| Absolute Punk          | (80%)                  |

## Música e letras
A música do disco baseia-se na fusão do hard rock, heavy metal, hip hop e punk rock. Inclui também elementos de blues e o industrial. O álbum continua a sua mensagem política, não esquecendo a temática do 9/11 Truth Movement. Religião e sexo também são abordados.

## Faixas
Todas as faixas por Hed PE.
1. "Silence Is Betrayal (Intro)" - 1:29
2. "Truth Rising" - 1:41
3. "It's All Over" - 3:42
4. "The Capitalist Conspiracy (Intro)" - 0:16
5. "No Rest for the Wicked" - 3:57
6. "This Fire" - 3:35
7. "Takeover" - 3:34
8. "Stand Up" (com Lajon Witherspoon de Sevendust) - 4:00
9. "Beijo Na Boca (Intro)" - 0:43
10. "Menina" - 2:49
11. "Universal Peace (Intro)" - 0:40
12. "Forward Go!" - 4:48
13. "Bad News" - 3:49
14. "Deepthroat (Intro)" -	1:22
15. "Murder" - 4:45
16. "The Hed Honcho (Outro)" - 1:10
17. "Children of the Fall" - 3:27
18. "Enough Secrecy (Intro)" - 0:26
19. "No More Secrets" - 4:49
20. "Whitehouse" - 1:16
21. "We Are the Ones (Intro)" - 0:15
22. "It's Alright!" - 6:39

## Paradas
| Parada (2010)                      | Posição |
| ---------------------------------- | ------- |
| Billboard 200                      | 98      |
| Top Hard Rock Albums               | 7       |
| Top Independent Albums             | 13      |
| Top Modern Rock/Alternative Albums | 12      |
| Top Rock Albums                    | 26      |

## Créditos
- Jared Gomes— Vocal
- Jaxon Benge — Guitarra
- Mawk — Baixo
- DJ Product © 1969 — DJ
- Trauma — Bateria